# Trachys quercicola
Trachys quercicola – gatunek chrząszcza z rodziny bogatkowatych i podrodziny Agrilinae.

## Taksonomia
Gatunek ten opisany został po raz pierwszy w 1871 roku przez Sylvaina Auguste’a de Marseula.

## Morfologia
Chrząszcz o krótkim i szerokim, owalnym ciele długości od 1,5 do 2,75 mm, w całości ubarwionym mosiężnie. Głowa jest wciągnięta w przedtułów, o dość słabo odgraniczonym nadustku, bardzo słabo w widoku grzbietowym wciętym czole. Czułki są krótkie, o dwóch nasadowych członach pogrubionych, a pięciu ostatnich trójkątnie rozszerzonych, tworzących piłkowaną buławkę. Przedplecze pozbawione jest podłużnej bruzdy środkowej. Pokrywy są silnie ku tyłowi zwężone, o trójkątnym wspólnym zarysie i wspólnie zaokrąglonym wierzchołku. Guzy barkowe nie formują wystającego ząbka i od wewnątrz odgraniczone są tylko delikatnym wciskiem. Na powierzchni pokryw występuje jasne, szarawe owłosienie, formujące trzy poprzeczne przepaski. Przedpiersie ma wyrostek w takim samym stopniu rozszerzony z przodu i z tyłu. Odnóża mają wszystkie pazurki pozbawione ząbka, u nasady zwyczajnie rozszerzone. Spód odwłoka odznacza się sternitami od drugiego do czwartego z głębokimi rowkami na brzegach bocznych oraz sternitem piątym otoczonym głębokim rowkiem na krawędzi tylnej. Ostatni z widocznych sternitów jest zaokrąglony.

## Ekologia i występowanie
Larwy tego pozornika są oligofagicznymi endofoliofagami minującymi liście roślin z rodziny jasnotowatych. Wśród ich gatunków żywicielskich wymienia się m.in. czyściec prosty, Stachys maritima oraz szałwię łąkową
Gatunek palearktyczny, znany z Hiszpanii, kontynentalnej Francji, Korsyki, Szwajcarii, kontynentalnych Włoch, Sycylii, wschodniej Słowacji i Bułgarii.